# Gottfried Semper
Gottfried Semper (ur. 29 listopada 1803 w Altonie – ob. część Hamburga, zm. 15 maja 1879 w Rzymie) – niemiecki architekt epoki historyzmu, tworzący głównie w stylu neorenesansowym, działający także w Szwajcarii.

## Życiorys
Semper urodził się w wówczas w należącej do Holsztynu Altonie jako syn zamożnego fabrykanta, jako piąte z ośmiorga rodzeństwa. Nauki pobierał w Johanneum w Hamburgu, a po maturze w 1823 r. rozpoczął w Getyndze studia matematyczne i historyczne. W 1825 studiował architekturę u Friedricha von Gärtnera w Monachium.
W 1826 wyjechał do Paryża i rozpoczął pracę w pracowni architektonicznej Franza Christiana Gaua. W Paryżu był świadkiem wydarzeń rewolucji lipcowej w 1830 r. W latach 1830–1833 odbył podróże po Włoszech i Grecji w celu zapoznania się z architekturą starożytną. W 1832 r. przez cztery miesiące brał udział w wykopaliskach na ateńskim Akropolu, przede wszystkim zajmował się budzącym kontrowersje zagadnieniem, czy budowle antyczne były pierwotnie pokryte polichromią, czy też nie. Twierdząca odpowiedź na to pytanie zawarta w publikacji z 1834 r. pod tytułem Vorläufige Bemerkungen über bemalte Architectur und Plastik bei den Alten (Pierwsze uwagi na temat polichromowanej architektury i rzeźby u starożytnych) zyskała mu szeroki rozgłos.

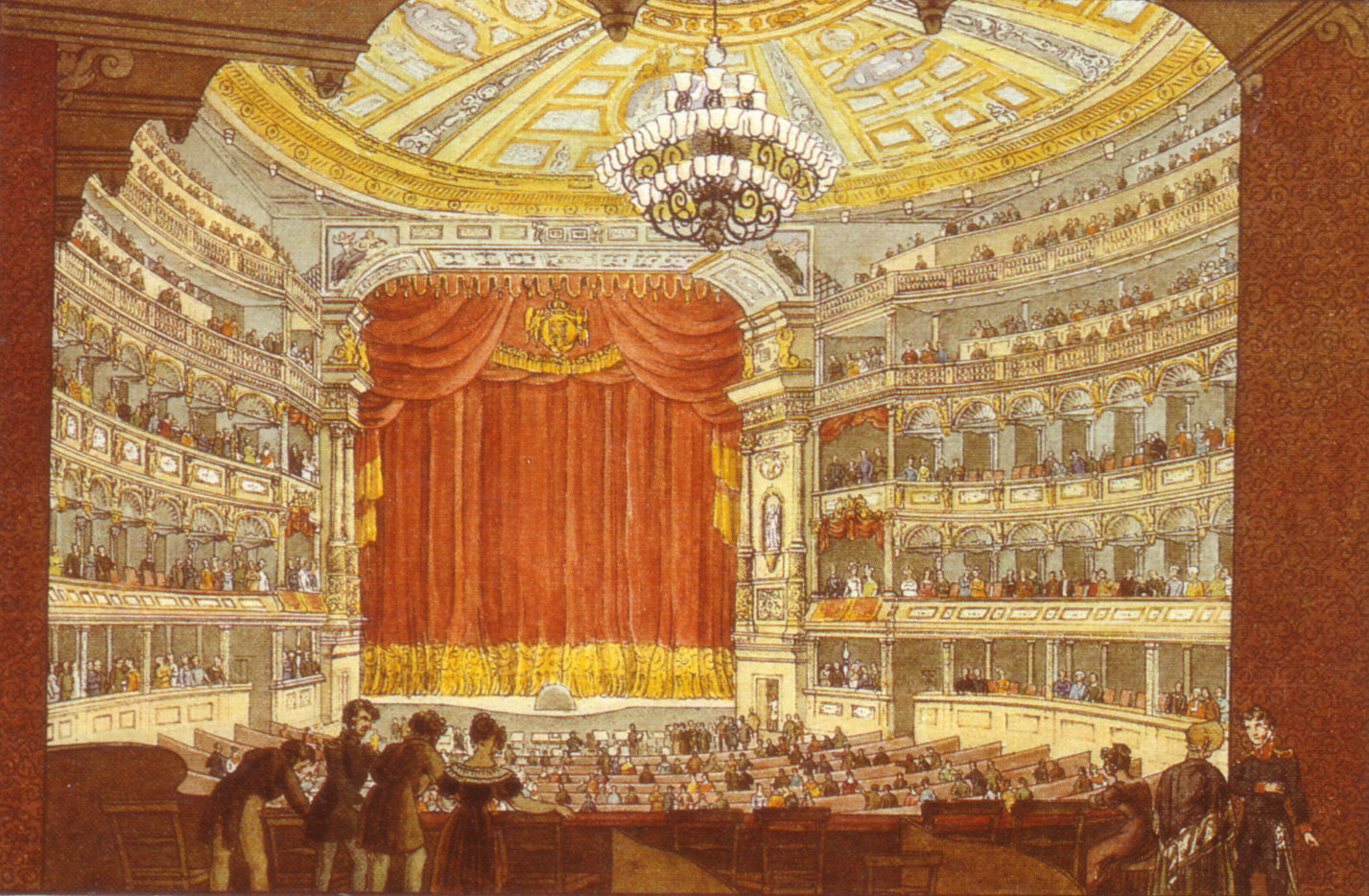
G. Semper: wnętrze Teatru Dworskiego w Dreźnie

30 września 1834 Semper został dzięki staraniom Franza Christiana Gaua powołany na stanowisko profesora Królewskiej Akademii Sztuk Pięknych w Dreźnie. Rosnące miasto potrzebowało nowej infrastruktury, zaś dwór królewski zamawiał wytworne budowle, co dało młodemu architektowi szerokie pole do popisu.
Semper początkowo należał do zwolenników nawiązującego do architektury wczesnochrześcijańskiej, bizantyńskiej i romańskiej stylu arkadowego (Rundbogenstil), który propagował w swojej publikacji Über den Bau evangelischer Kirchen (O budowie kościołów ewangelickich). W tym okresie preferował silną centralizację przestrzeni, podkreślaną także w bryle budynku poprzez wieżę, kopułę lub nadbudowę, a jednocześnie oszczędną dekorację, nadającą budynkowi wrażenie zamkniętości i masywności. Stworzył wówczas spaloną podczas nocy kryształowej Starą Synagogę w Dreźnie, jak również projekty kilku kościołów ewangelickich, m.in. niezrealizowany św. Mikołaja w Hamburgu. Szczególnie interesujące są rozwiązania urbanistyczne stosowane przez Sempera, przede wszystkim w położonym wokół placu ze Zwingerem, Kościołem Dworskim i zamkiem zespole zabudowy, rozszerzonym o Galerię Malarstwa i Teatr Dworski (obecnie Opera Sempera). Dalsze dzieła z okresu drezdeńskiego to szpital Maternihospital, pałac miejski bankiera Martina Wilhelma Oppenheima i zbudowana dla niego Villa Rosa, wzór dla niemieckiej architektury willowej.
1 września 1835 Semper poślubił Berthę Thimmig, z którą do 1848 doczekał się sześciorga dzieci.
W 1849 Semper wraz z Richardem Wagnerem, jako republikanie z przekonania, wzięli udział w drezdeńskim powstaniu majowym w czasie Wiosny Ludów i m.in. planował barykady. Po upadku powstania poszukiwany od 16 maja 1849 listem gończym Semper zbiegł z Królestwa Saksonii. List gończy został wprawdzie odwołany w 1863 r., lecz Semper nigdy nie powrócił do Drezna. Gdy pierwszy budynek Teatru Dworskiego spłonął w 1869 r. i król Saksonii Jan Wettyn na wyraźne prośby mieszkańców zamówił nowy projekt, Semper dostarczył plany, lecz zlecił ich realizacje swemu synowi, Manfredowi.
Poprzez Zwickau, Hof, Karlsruhe i Strasburg Semper udał się do Paryża. Jesienią 1850 wyjechał do Anglii, gdzie otrzymał wprawdzie kilka zleceń, lecz nie znalazł stałego zatrudnienia. Z tego względu poświęcił się w czasie pobytu w Londynie intensywniej pracom teoretycznym. Powstały wówczas Cztery elementy architektury (1851) oraz Nauka, przemysł i sztuka (1852). W tym czasie powstały też ważne części głównej publikacji Sempera, Styl w sztukach technicznych i tektonicznych albo Estetyka praktyczna, wydanej w 1860 i 1863 r. w dwóch tomach. Pod wpływem Richarda Wagnera Semper powrócił w 1855 na kontynent europejski – do Zurychu.

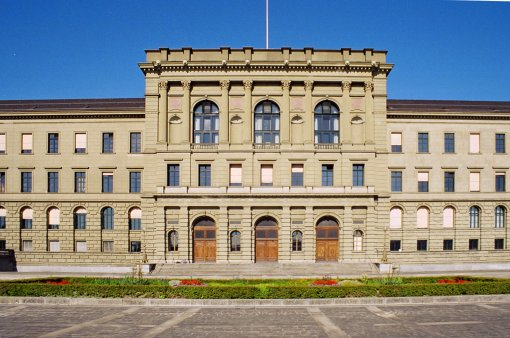
Gmach główny ETH w Zurychu

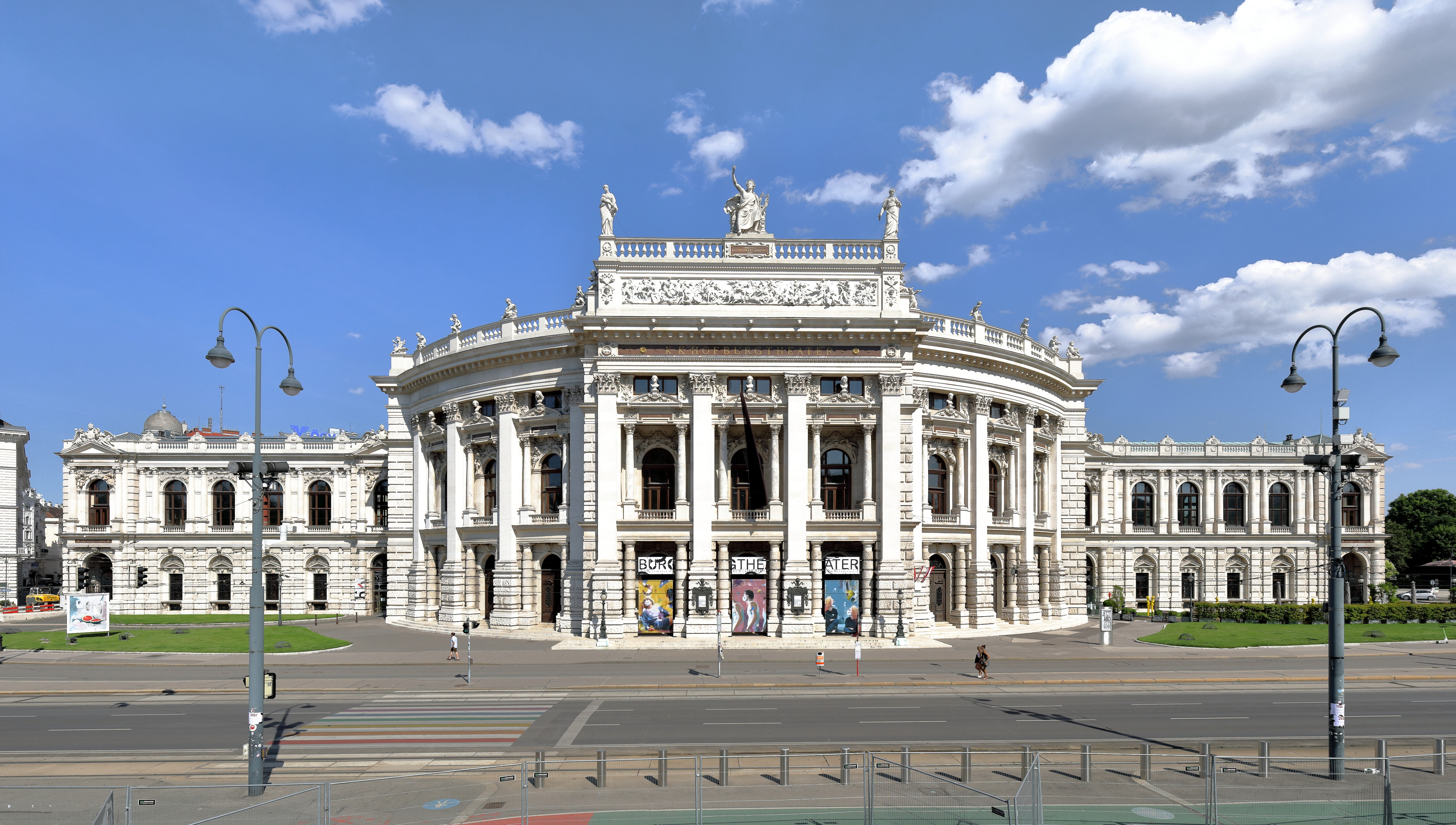
Teatr Zamkowy w Wiedniu

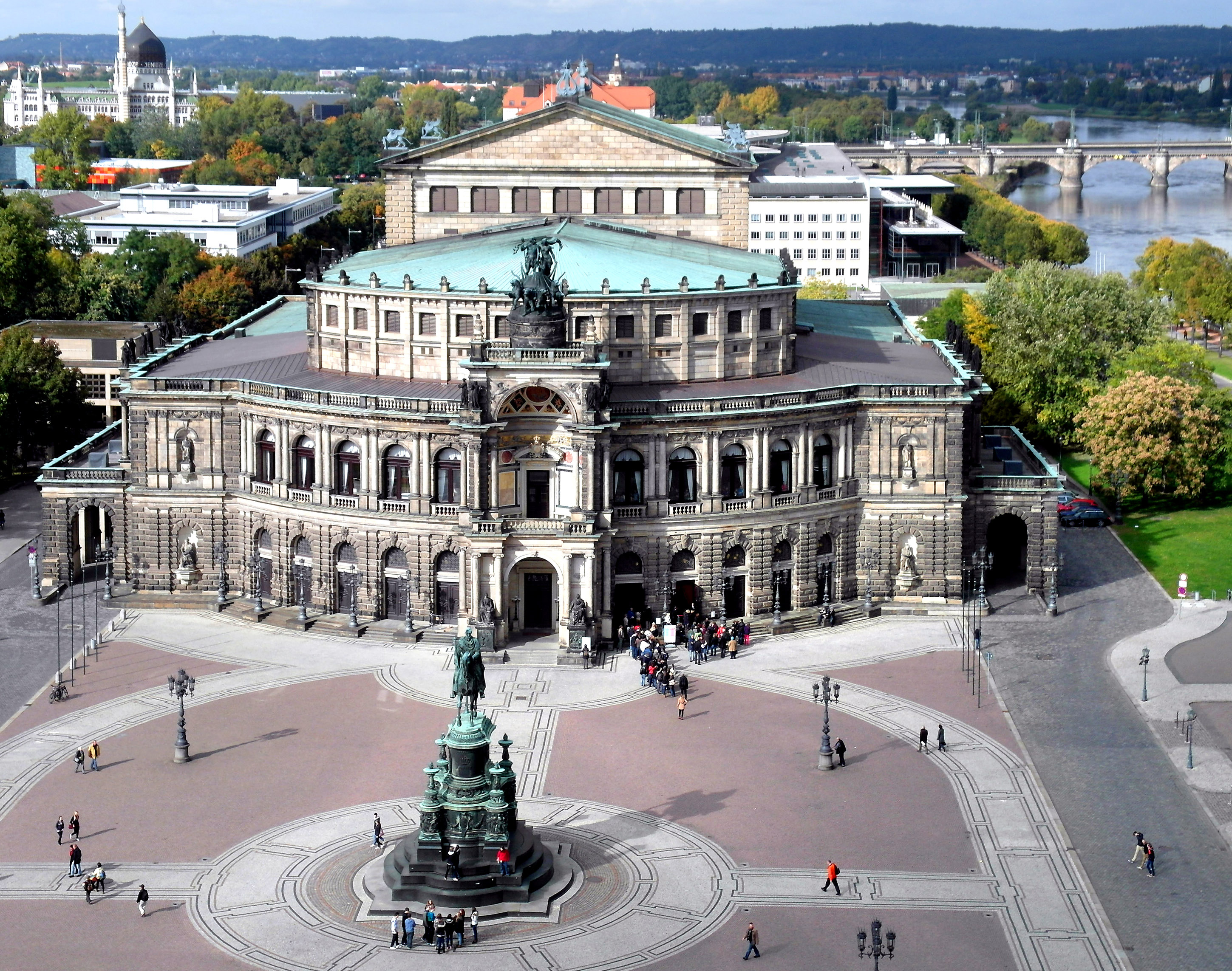
Opera Sempera w Dreźnie

W Szwajcarii powstał w tym czasie, w dobie gwałtownego rozwoju przemysłu, pomysł zorganizowania wspólnej dla całej konfederacji uczelni technicznej. Projekty zgłoszone na konkurs budynku dla niej, które Semper oceniał jako ekspert, zostały uznane za niezadowalające. Ostatecznie sam Semper zaprojektował nowy budynek uczelni. Stojący na górującym nad starym miastem wzgórzu, w miejscu nieco wcześniej wyburzonych umocnień widoczny zewsząd gmach stał się symbolem nowej epoki. Początkowo wzniesiona przez Sempera siedziba Politechniki mieściła także uniwersytet.
Od 1855 Semper był profesorem architektury nowej politechniki i między innymi dzięki wielu swoim uczniom – często także uznanym architektom – uzyskał międzynarodową sławę. Dzięki profesorskiej pensji sprowadził rodzinę z Saksonii do Szwajcarii. W latach 1864–1866 zaprojektował dla króla Bawarii Ludwika II Teatr Richarda Wagnera w Monachium, który nie doczekał się jednak realizacji.
W latach 60. XIX w. dyskutowano w Wiedniu nad tzw. sprawą muzeów, czyli możliwością przeniesienia rozproszonych w różnych miejscach eksponatów z cesarskiej kolekcji do nowych gmachów. Semperowi zlecono opracowanie projektu gmachów muzealnych przy wiedeńskim Ringu. W 1869 zaprojektował olbrzymie forum cesarskie, które jednak nie zostało zrealizowane w tej formie. Przed zamkiem Hofburg powstały natomiast na podstawie jego planów dwa gmachy muzealne i teatr. W 1871 Semper przeniósł się do Wiednia, aby nadzorować realizację budynków. Ponieważ stale dochodziło do konfliktów z przydzielonym mu architektem Carlem von Hasenauerem, w 1876 Semper wyjechał z Wiednia. W następnym roku zapadł na zdrowiu. Zmarł w 1879 w czasie podróży do Włoch.
W 1874 odznaczony został Pour le Mérite za Naukę i Sztukę. Semper został upamiętniony pomnikami przed gmachem Akademii Sztuk Pięknych w Dreźnie (autor: Johannes Schilling) i przed ETHZ w Zurychu.

## Dzieła
- w Dreźnie
  - Teatr Dworski, 1838-1841 (spłonął 1869)
  - Villa Rosa, 1839 (zniszczona w II wojnie światowej)
  - Stara Synagoga, 1839-1840 (zniszczona w czasie nocy kryształowej w 1938)
  - pałac Oppenheima, 1845-1848
  - Galeria Obrazów Starych Mistrzów w Dreźnie, 1847-1854
  - Nowy Teatr Miejski, 1871-1878
- w Zurychu
  - Politechnika, 1858-1864
- ratusz (Stadthaus) w Winterthur, 1865-1869
- w Wiedniu
  - Burgtheater, 1873-1888
  - Muzeum Historii Sztuki (1872–1881, ukończone 1889)
  - Muzeum Przyrodnicze (1872–1881, ukończone 1891)

Gottfried Semper był pionierem nowoczesnego budownictwa teatralnego. Zwracał uwagę na celowość budowli, szczerość materiału i rzetelność rzemiosła.